# 鍾鼎
鍾鼎（？—？），號梅城，浙江嘉兴府崇德縣籍湖廣景陵县人，明末清初政治人物。

## 生平
崇禎六年（1633年）癸酉科浙江鄉試第四十五名舉人，崇禎十年（1637年）丁丑科會試二百十四名，三甲七十名進士。通政司观政，本年六月授南直泾县知县，十二年應天同考，十三年考察，十六年降補常州府知事，本年升宁国府推官，十七年九月升工部都水司主事。
入清任江南太平府知府，順治五年（1648年）八月升本省按察使司副使、分巡江宁道。十年十月復補陕西按察使司副使、分巡河西道，晋陕西苑马寺卿，十三年八月升廣東按察使，十五年二月升刑部右侍郎，十六年五月因阿拉那被殴打一案，以没有详细审问，降一级，罚银七十两，照旧管事。十月轉刑部左侍郎，十七年二月降调陕西布政使司参政、分守陇右道。

## 家族
曾祖锺锦，祖锺恩，父锺焕，庠生。